# Delichon
A Delichon a madarak osztályának (Aves) a verébalakúak (Passeriformes) rendjébe és a fecskefélék (Hirundinidae) családjába tartozó nem.

## Rendszerezés
A nemet Thomas Horsfield és Frederic Moore írták le 1854-ben, az alábbi 3 faj tartozik ide:
- molnárfecske (Delichon urbicum)
- ázsiai molnárfecske (Delichon dasypus)
- nepáli molnárfecske (Delichon nipalense)

A nemhez tartozó ismert őslénytani leletek Magyarországról kerültek elő: a Delichon polgardiensis (Miocén, Polgárdi), a Delichon pusillus (Pliocén, Csarnóta) és a Delichon major (Pliocén, Beremend).